# Color of Seasons
Singles de EARTH
Make Up Your Mind
(2001)
 Color of Seasons  est le sixième (et dernier) single du groupe féminin de J-pop EARTH, sorti le 11 octobre 2001 au Japon sur le label Sonic Groove, deux mois seulement après le précédent single du groupe, Make Up Your Mind. Il atteint la 19e place du classement Oricon, et reste classé pendant quatre semaines.
C'est un maxi-single contenant cinq titres : deux chansons et leurs versions instrumentales, ainsi qu'une version remixée supplémentaire de la chanson-titre. Celle-ci a été utilisée comme thème musical pour une publicité. Elle est écrite et composée par Hiroaki Hayama, claviériste de Tourbillon, tandis que la "face B" Brand-New Day est de T2ya. Le groupe cessant ses activités peu après, elles ne figureront sur aucun album, et ce single restera le dernier disque sorti par le groupe.

## Liste des titres
1. Color of Seasons
2. brand-new day
3. Color of Seasons (GabbEarth Mix)
4. Color of Seasons (instrumental)
5. brand-new day (instrumental)